# Bruce Cockburn

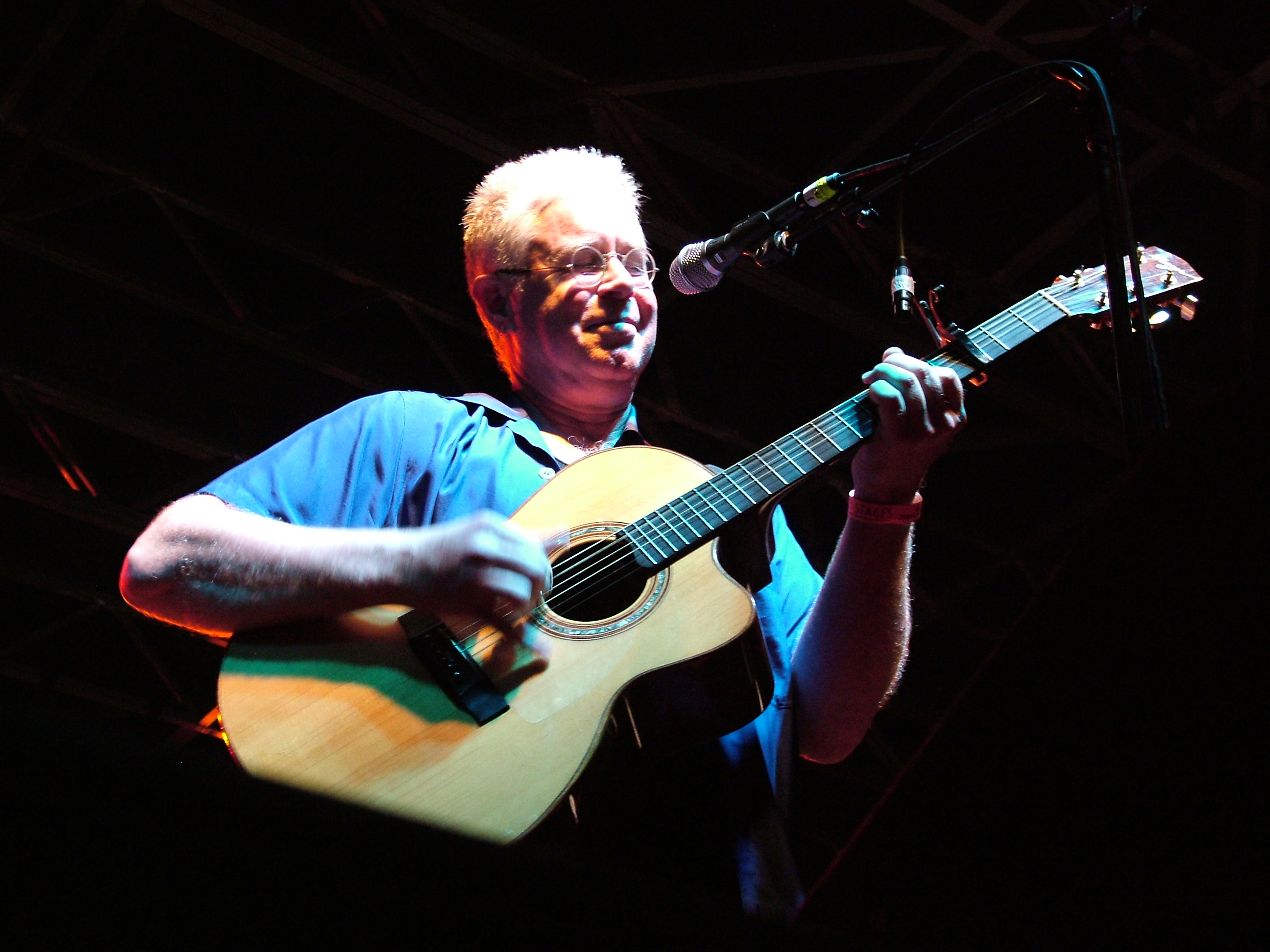
Bruce Cockburn beim City Stages festival (Birmingham, Alabama, USA, 2007)

Bruce Cockburn (Aussprache [ˈkoʊˌbəːn], also wie „Coburn“) (* 27. Mai 1945 in Ottawa, Kanada) ist ein kanadischer Folkgitarrist und Sänger.

## Biografie
Nach dem Abschluss der High School in Ottawa verbrachte er zunächst einige Zeit als Straßenmusiker in Paris und studierte ab 1964 am Berklee College of Music in Boston, USA. Nach Abbruch des Studiums 1966 zog er nach Toronto, von wo aus er seine musikalische Karriere startete.
Während seine Musik in den 1970er Jahren überwiegend den Genres Folk und Jazzrock zuzuordnen ist und die Texte vielfach von seinem christlichen Glauben geprägt waren, kamen seit 1980 zunehmend weitere musikalische Einflüsse (Reggae, Weltmusik) und politische Themen hinzu.
Cockburn bereiste viele Länder in Lateinamerika, Asien und Afrika und ließ seine Impressionen von diesen Reisen in die Songs einfließen. Politische Themen wie Unterdrückung, Gewalt, Umweltverschmutzung oder Landminen finden Erwähnung.
Textbeispiel aus dem Song If I Had a Rocket Launcher vom Album Stealing Fire:
- „On the Río Lacantún, one hundred thousand wait / to fall down from starvation -- or some less humane fate / Cry for Guatemala, with a corpse in every gate / If I had a rocket launcher … I would not hesitate.“
- „Am Río Lacantún warten hunderttausend darauf / vor Hunger umzufallen -- oder auf ein weniger menschlicheres Schicksal / Weine um Guatemala, wo in jedem Tor eine Leiche liegt / Wenn ich einen Raketenwerfer hätte … würde ich nicht zögern.“

Textbeispiel aus dem Song Tropic Moon vom Album The Trouble with Normal:
- „Hear the cry in the tropic night. Should be a cry of love but it’s a cry of fright. Some people never see the light ’til it shines through bullet holes.“
- „Hör den Schrei in der tropischen Nacht. Es sollte ein Schrei der Liebe sein, aber es ist ein Schrei des Schreckens. Manche Menschen sehen nie das Licht, bis es durch Einschusslöcher scheint.“

Vielfach schildert Cockburn einfach ohne Wertung seine Beobachtungen, wie beispielsweise in dem Song Tokyo vom Album Humans:
- „Grey suited businessmen pissing against the wall“
- „Graugekleidete Geschäftsleute pissen an eine Mauer“

Deutschland zählt ebenfalls zu den Ländern, die Cockburn gerne bereist und wo er eine treue Fangemeinde besitzt. So verarbeitete der Sänger die deutsche Sprache in einigen seiner älteren Stücke. Auf der 1986 erschienenen LP World of Wonders spricht er in dem Song Lilly of the Midnight Sky die Textpassage: „Ich will alles – all of you“ und in dem Titel Berlin Tonight singt er: „… follows traffic on the Autobahn.“
In dem Song Get Up Jonah aus dem Album The Charity of Night findet sich die Textstelle „But it made me think of Germany and the guy who sold me cigarettes.“
Bruce Cockburns bekannteste Lieder sind Wondering Where the Lions Are aus dem Jahr 1980 (Cockburns einziger Top-20-Erfolg in den USA vom Album Dancing in The Dragon’s Jaws), Lovers in a Dangerous Time und Maybe the Poet aus dem Jahr 1984 (vom Album Stealing Fire), Call It Democracy aus dem Jahr 1986 (vom Album World of Wonders), If a Tree Falls aus dem Jahr 1989 (vom Album Big Circumstance) und A Dream Like Mine aus dem Jahr 1991 (vom Album Nothing but a Burning Light). 2001 wurde er in die Canadian Music Hall of Fame aufgenommen.
Im Oktober 2010 musste Cockburn einige Konzerte aufgrund einer Lungenentzündung absagen.

## Diskografie

### Studioalben
| Jahr | Titel Musiklabel Katalog-Nr.               | Höchstplatzierung, Gesamtwochen, AuszeichnungChartplatzierungen (Jahr, Titel, Musiklabel Katalog-Nr., Platzierungen, Wochen, Auszeichnungen, Anmerkungen) | Höchstplatzierung, Gesamtwochen, AuszeichnungChartplatzierungen (Jahr, Titel, Musiklabel Katalog-Nr., Platzierungen, Wochen, Auszeichnungen, Anmerkungen) | Höchstplatzierung, Gesamtwochen, AuszeichnungChartplatzierungen (Jahr, Titel, Musiklabel Katalog-Nr., Platzierungen, Wochen, Auszeichnungen, Anmerkungen) | Anmerkungen                                                                     |
| Jahr | Titel Musiklabel Katalog-Nr.               | DE | CH | US | Anmerkungen                                                                     |
| ---- | ------------------------------------------ | --- | --- | --- | ------------------------------------------------------------------------------- |
| 1980 | Dancing in the Dragon’s Jaws True North 37 | — | — | US45 (24 Wo.)US | Erstveröffentlichung: 1979 Produzent: Eugene Martynec                           |
| 1980 | Humans True North 42                       | — | — | US81 (9 Wo.)US | Erstveröffentlichung: September 1980 Produzent: Eugene Martynec                 |
| 1984 | Stealing Fire True North 57                | — | — | US74 (29 Wo.)US | Erstveröffentlichung: August 1984 Produzenten: Jon Goldsmith, Kerry Crawford    |
| 1986 | World of Wonders True North 66             | DE48 (3 Wo.)DE | — | US143 (8 Wo.)US | Erstveröffentlichung: Juli 1986 Produzenten: Jon Goldsmith, Kerry Crawford      |
| 1989 | Big Circumstance True North 70             | — | — | US182 (7 Wo.)US | Erstveröffentlichung: Dezember 1988 Produzent: Jon Goldsmith                    |
| 1994 | Dart to the Heart True North 82            | — | — | US176 (2 Wo.)US | Erstveröffentlichung: 1. März 1994 Produzent: T-Bone Burnett                    |
| 1996 | The Charity of Night True North 150        | — | — | US178 (1 Wo.)US | Erstveröffentlichung: 4. Februar 1997 Produzenten: Bruce Cockburn, Colin Linden |

grau schraffiert: keine Chartdaten aus diesem Jahr verfügbar
Weitere Studioalben
- 1970: Bruce Cockburn (True North 1)
- 1971: High Winds White Sky (True North 3)
- 1972: Sunwheel Dance (True North 7)
- 1973: Night Vision (True North 11)
- 1974: Salt, Sun and Time (True North 16)
- 1975: Joy Will Find a Way (True North 23)
- 1976: In the Falling Dark (True North 26)
- 1978: Further Adventures of Bruce Cockburn (True North 33)
- 1981: Inner City Front (True North 42)
- 1983: The Trouble with Normal (True North 53)
- 1991: Nothing but a Burning Light (True North 77)
- 1993: Christmas (True North 83)
- 1999: Breakfast in New Orleans, Dinner in Timbuktu (True North 183)
- 2003: You’ve Never Seen Everything (True North 301)
- 2005: Speechless (True North 390)
- 2006: Life Short Call Now (True North 425)
- 2011: Small Source of Comfort (True North 536)
- 2017: Bone on Bone (True North 536)
- 2019: Crowing Ignites (True North 737)
- 2023: O Sun O Moon (True North 811)

### Livealben
- 1977: Circles in the Stream (2 LPs; True North 30)
- 1990: Live (True North 73)
- 1998: You Pay Your Money and You Take Your Chance: Live (True North 161)
- 2009: Slice o Life: Bruce Cockburn Live Solo (2 CDs; True North 520)

### Kompilationen
| Jahr | Titel Musiklabel Katalog-Nr. | Höchstplatzierung, Gesamtwochen, AuszeichnungChartplatzierungen (Jahr, Titel, Musiklabel Katalog-Nr., Platzierungen, Wochen, Auszeichnungen, Anmerkungen) | Höchstplatzierung, Gesamtwochen, AuszeichnungChartplatzierungen (Jahr, Titel, Musiklabel Katalog-Nr., Platzierungen, Wochen, Auszeichnungen, Anmerkungen) | Höchstplatzierung, Gesamtwochen, AuszeichnungChartplatzierungen (Jahr, Titel, Musiklabel Katalog-Nr., Platzierungen, Wochen, Auszeichnungen, Anmerkungen) | Anmerkungen                                                |
| Jahr | Titel Musiklabel Katalog-Nr. | DE | CH | US | Anmerkungen                                                |
| ---- | ---------------------------- | --- | --- | --- | ---------------------------------------------------------- |
| 1981 | Resume Millennium 7757       | — | — | US174 (5 Wo.)US | Erstveröffentlichung: Mai 1981 nur in DE und US erschienen |

grau schraffiert: keine Chartdaten aus diesem Jahr verfügbar
Weitere Kompilationen
- 1981: Mummy Dust (True North 45; nur in CA erschienen)
- 1985: Rumours of Glory (pläne 88402; nur in DE erschienen)
- 1987: Waiting for a Miracle: Singles 1970–1987 (2 LPs; True North 67)
- 2002: Anything Anytime Anywhere: Singles 1979–2002 (True North 267)
- 2014: Rumours of Glory (Box mit 8 CDs + DVD; True North 601)

### Singles
| Jahr | Titel Album                                                | Höchstplatzierung, Gesamtwochen, AuszeichnungChartplatzierungen (Jahr, Titel, Album, Platzierungen, Wochen, Auszeichnungen, Anmerkungen) | Höchstplatzierung, Gesamtwochen, AuszeichnungChartplatzierungen (Jahr, Titel, Album, Platzierungen, Wochen, Auszeichnungen, Anmerkungen) | Höchstplatzierung, Gesamtwochen, AuszeichnungChartplatzierungen (Jahr, Titel, Album, Platzierungen, Wochen, Auszeichnungen, Anmerkungen) | Anmerkungen                                                            |
| Jahr | Titel Album                                                | DE | CH | US | Anmerkungen                                                            |
| ---- | ---------------------------------------------------------- | --- | --- | --- | ---------------------------------------------------------------------- |
| 1980 | Wondering Where the Lions Are Dancing in the Dragon’s Jaws | — | — | US21 (17 Wo.)US | Erstveröffentlichung: 1978 (CA) / März 1980 (US) Autor: Bruce Cockburn |
| 1985 | If I Had a Rocket Launcher Stealing Fire                   | — | — | US88 (3 Wo.)US | Erstveröffentlichung: November 1984 Autor: Bruce Cockburn              |
| 1992 | A Dream Like Mine Nothing but a Burning Light              | DE87 (2 Wo.)DE | CH38 (1 Wo.)CH | — | Erstveröffentlichung: 2. Dezember 1991 Autor: Bruce Cockburn           |

Weitere Singles
- 1971: One Day I Walk
- 1972: It’s Going Down Slow
- 1974: Mama Just Wants to Barrelhouse All Night Long
- 1975: Burn (Promo)
- 1977: I’m Gonna Fly Some Day
- 1977: Vagabondage
- 1978: Free to Be
- 1978: Laughter
- 1980: Rumours of Glory
- 1980: Tokyo
- 1981: The Coldest Night of the Year
- 1981: I’m Okay (Fascist Architecture)
- 1981: Radio Shoes
- 1981: Wanna Go Walking
- 1982: You Pay Your Money and You Take Your Chance
- 1983: The Trouble with Normal
- 1983: Candy Man’s Gone
- 1983: Tropic Moon
- 1983: Waiting for the Moon
- 1984: Making Contact
- 1984: Lovers in a Dangerous Time
- 1985: Peggy’s Kitchen Wall
- 1985: People See Through You
- 1986: See How I Miss You
- 1986: Call It Democracy
- 1987: Waiting for a Miracle
- 1987: Stolen Land
- 1989: If a Tree Falls
- 1989: Don’t Feel Your Touch
- 1989: Shipwrecked at the Stable Door
- 1991: Great Big Love
- 1991: A Dream Like Mine
- 1994: Listen for the Laugh
- 1994: Burden of the Angel / Beast (EP, Promo)
- 1994: Christmas Sampler (EP, Promo)
- 1996: Night Train (Promo)
- 1997: The Whole Night Sky (EP, Promo)
- 1997: Pacing the Cage (Promo)
- 1999: Last Night of the World (Promo)
- 2003: Open (Promo)
- 2006: Different When It Comes to You (Promo)

### Videoalben
- 1991: Purely Music Concert Series: Bruce Cockburn (Laserdisc; Image Entertainment 7901)
- 2005: Full House (2 DVDs; Aufnahme: 14. Mai 1986, Große Freiheit, Hamburg; Norddeutscher Rundfunk; nur in DE erschienen)
- 2013: Pacing the Cage (True North)